# Roman Hendrych
Roman Hendrych (* 26. ledna 1972, Holice) je bývalý český fotbalista, útočník.

## Fotbalová kariéra
V české lize hrál za FC Petra Drnovice, SFC Opava a SK Sigma Olomouc. Nastoupil ve 137 ligových utkáních a dal 12 gólů. V nižších soutěžích hrál za SK Spolana Neratovice, FK Mogul Kolín a FC Dolní Kounice. Hrál ještě v Ružomberku. Po konci profesionální kariéry hrál za pražský Motorlet a kluby v nižších německých soutěžích.

## Ligová bilance
| Ročník                          | Zápasy | Góly | Klub              |
| ------------------------------- | ------ | ---- | ----------------- |
| 1. česká fotbalová liga 1994/95 | 6      | 0    | FC Petra Drnovice |
| 1. česká fotbalová liga 1995/96 | 26     | 2    | FC Kaučuk Opava   |
| 1. česká fotbalová liga 1996/97 | 28     | 4    | FC Kaučuk Opava   |
| Gambrinus liga 1997/98          | 26     | 2    | FC Kaučuk Opava   |
| Gambrinus liga 1998/99          | 29     | 3    | SFC Opava         |
| Gambrinus liga 1999/00          | 9      | 1    | SFC Opava         |
| Gambrinus liga 1999/00          | 13     | 0    | SK Sigma Olomouc  |
| CELKEM                          | 137    | '12  |                   |